# Алиев, Мамбет
Мамбет Алиев (крымскотат. Mambet Aliyev; 1916, Биюк-Кишкара — 14 ноября 1981, Ташкент) — советский крымскотатарский писатель и журналист. Член Союза журналистов СССР (1959). Участник Великой Отечественной войны.

## Биография
Родился в 1916 году в селе Биюк-Кишкара Перекопского уезда.
Окончил Крымский татарский педагогический техникум и ялтинский педагогический техникум (1933). Являлся заведующим отделением газеты «Яш къувет» («Молодая сила»).
Во время Великой Отечественной войны служил в рядах красной армии, куда был призван 13 декабря 1941 года. Служил в 76-й гвардейском стрелковом полку 27-й гвардейской стрелковой дивизии Южного фронта в звании младшего лейтенанта. Командовал взводом, получил ранение.
После окончания войны и в результате депортации крымских татар проживал в Узбекской ССР. Работал на производстве, а позднее стал заведующим отделом газеты «Ленин байрагъы» («Ленинское знамя»). На страницах газеты печатались статьи, очерки и рассказы Мамбета Алиева. С 1959 года являлся членом Союза журналистов СССР.
Скончался 14 ноября 1981 года в Ташкенте.

## Произведения
- Бир ютум сув (Глоток воды). 1970
- Мен санъа кельдим (Я пришёл к тебе). 1974
- Дивардаки язылар (Надписи на стенах). 1977
- Яхшы адамлар арасында (Среди хороших людей). 1981